# Quận Archer, Texas
Quận Archer là một quận trong tiểu bang Texas, Hoa Kỳ. Quận lỵ đóng ở thành phố Archer.

## Thông tin nhân khẩu
Theo điều tra dân số 2  năm 2000, quận đã có dân số 8.854 người, 3.345 hộ, và 2.515 gia đình sống trong quận. Mật độ dân số là 10 người cho mỗi dặm vuông (4/km ²). Có 3.871 đơn vị nhà ở với mật độ trung bình là 4 cho mỗi dặm vuông (2/km ²). Cơ cấu dân tộc của quận gồm 95,54% người da trắng, 0,08% da đen hay Mỹ gốc Phi, 0,62% người Mỹ bản xứ, 0,12% người châu Á, Thái Bình Dương 0,03%, 2,28% từ các chủng tộc khác, và 1,32% từ hai hoặc nhiều chủng tộc. 4,87% dân số là người Hispanic hay Latino thuộc chủng tộc nào.
Có 3.345 hộ, trong đó 37,20% có trẻ em dưới 18 tuổi sống chung với họ, 65,00% là các cặp vợ chồng sống với nhau, 7,20% có chủ hộ là nữ không có mặt chồng, và 24,80% là không lập gia đình. Trong số các hộ gia đình chưa lập gia đình, 89,8% là người dị tính, 1,9% là người đồng tính nam, và 8,3% là đồng tính nữ.
21,90% của tất cả các hộ gia đình đã được tạo thành từ các cá nhân và 10,20% có người sống một mình 65 tuổi trở lên đã được người. Bình quân mỗi hộ là 2,63 và cỡ gia đình trung bình là 3,08.
Trong quận, cơ cấu tuổi dân cư với 28,20% ở độ tuổi dưới 18, 7,00% 18-24, 27,40% 25-44, 23,50% 45-64, và 13,90% người 65 tuổi trở lên. Tuổi trung bình là 38 năm. Cứ mỗi 100 nữ có 100,20 nam giới. Cứ mỗi 100 nữ 18 tuổi trở lên, đã có 96,20 nam giới.
Thu nhập trung bình cho một hộ gia đình trong quận đã được $ 38.514, và thu nhập trung bình cho một gia đình là $ 45,984. Nam giới có thu nhập trung bình $ 31.386 so với 22.119 $ cho phái nữ. Thu nhập trên đầu cho các quận được $ 19,300. Giới 6,80% gia đình và 9,00% dân số sống dưới mức nghèo khổ, trong đó có 9,90% của những người dưới 18 tuổi và 10,80% có độ tuổi từ 65 trở lên.